# UUencode
UUencode war das erste verbreitete Programm, das es ermöglichte, Binärdateien (also z. B. Bilder oder Programme) so umzuwandeln, dass sie nur noch aus „druckbaren ASCII-Zeichen“ bestehen und dadurch problemlos per E-Mail verschickt werden konnten, in denen nur ASCII-Zeichen erlaubt sind.

## Geschichte
UUencode wurde 1980 von Mary Ann Horton entwickelt.
Das UU steht für die Wurzeln in Unix. Das UU in UUencode und -decode steht ebenso wie das UU bei UUcp für UNIX to UNIX copy protocol, also die Übertragung von einem UNIX-Computer zu einem anderen UNIX-Computer.
Das Prinzip ist dabei ähnlich wie beim heute für E-Mail-Anhänge üblichen Base64-Verfahren: Drei Bytes der Binärdatei (=24 bit) werden auf viermal 6 Bit aufgeteilt und den 6-bit-Werten werden druckbare ASCII-Zeichen zugeordnet. Erste Versionen von UUencode benutzten dabei einfach die ASCII-Zeichen mit den Werten 32 bis 95.
Da das Leerzeichen (ASCII-Wert 32) den E-Mail-Versand oft nicht heil übersteht, wurde stattdessen das ASCII-Zeichen mit dem Wert 96 ("`") verwendet.

## Dateiformat
UUencode benutzt ein spezielles Format für die kodierte Datei:
begin modus  dateiname
länge  daten
länge  daten
...
länge  daten
`
end
Als modus werden dabei die Dateirechte, wie sie unter Unix üblich sind, als 3- oder 4-stellige Oktalzahl geschrieben. Der Dateiname ist der Name der Originaldatei, ohne Verzeichnis.
Jede Datenzeile beginnt mit einer 1-Byte-Längenangabe, die angibt, wie viele Originalbytes in dieser Zeile kodiert worden sind. Diese Längenangabe ist eine Zahl zwischen 1 und 63 und wird dabei ebenfalls uu-kodiert, also als Zeichen von "!" bis "_".
Üblich sind 45 Byte (also der Wert "M") die in 60 Zeichen kodiert werden.
Um das Ende der Datei anzuzeigen, muss stets eine „Leerzeile“ kodiert werden,
die nur das Längenbyte 0 (kodiert "`") enthält. Abschließend folgt eine Zeile mit dem Schlüsselwort end.

## Kodierungsverfahren
Drei Bytes Quelldaten werden durch uuencode in vier Bytes kodiert. Die Daten liegen in der uuencodierten Datei in den unteren sechs Bits der Bytes, die oberen Bits werden durch die Kodierung gesetzt:
```
    unkodierter Bitstrom    ↔    kodierter Bitstrom
aaaaaaaa bbbbbbbb cccccccc  ↔  0kaaaaaa 0kaabbbb 0kbbbbcc 0kcccccc
```

Zur Kodierung werden die neuen Sechsergruppen "00eeeeee" zunächst mit 32 XOR-verknüpft.
Ist das daraus resultierende Ergebnis ≤ 32, so wird das Bit k gesetzt.
```
uncodiert                      (XOR 32)                   (k setzen?)                        codiert
[0]     = [00000000]              →            [00100000]    -ja→               [01100000] =    [96]
[1,31]  = [00000001,00011111]     →   [00100001,00111111]   -nein→     [00100001,00111111] = [33,63]
[32,63] = [00100000,00111111]     →   [00000000,00011111]    -ja→      [01000000,01011111] = [64,95]
```

Anders ausgedrückt: Für 0 ist das Ergebnis 96, für alle anderen muss 32 addiert werden.
Die Dekodierung der Daten arbeitet umgekehrt, vier Bytes Quelldaten werden durch uudecode in drei Bytes decodiert.
Ist in den Quelldaten das Bit k gesetzt, ist dieses zu entfernen.
Das daraus resultierende Ergebnis wird dann mit 32 XOR-verknüpft.
```
codiert                      (k entfernen)                 (XOR 32)                        uncodiert
[96]    = [01100000]             -ja→            [00100000]   →                [00000000] =      [0]
[33,63] = [00100001,00111111]   -nein→  [00100001,00111111]   →       [00000001,00011111] =   [1,31]
[64,95] = [01000000,01011111]    -ja→   [00000000,00011111]   →       [00100000,00111111] =  [32,63]
```

Anders ausgedrückt: Für 96 ist das Ergebnis 0, für alle anderen muss 32 subtrahiert werden.
```
    kodierter Bitstrom               ↔     unkodierter Bitstrom
0kaaaaaa 0kaabbbb 0kbbbbcc 0kcccccc  ↔  aaaaaaaa bbbbbbbb cccccccc
```

## Beispiel
Ein Textabsatz von oben diene als Eingabe:
```
Geschichte

Das UU steht für die Wurzeln in UNIX. Das UU in UUencode und -decode steht
ebenso wie das UU bei UUcp für UNIX to UNIX copy protocol. Also die Übertragung
von einem UNIX-Computer zu einem anderen UNIX-Computer.

```

Die UUencodierung macht daraus:
```
begin 644 uuencode-Test.txt
M1V5S8VAI8VAT90T*#0I$87,@554@<W1E:'0@9OQR(&1I92!7=7)Z96QN(&EN
M(%5.25@N($1A<R!552!I;B!5565N8V]D92!U;F0@+61E8V]D92!S=&5H="`-
M"F5B96YS;R!W:64@9&%S(%55(&)E:2!556-P(&;\<B!53DE8('1O(%5.25@@
M8V]P>2!P<F]T;V-O;"X@06QS;R!D:64@W&)E<G1R86=U;F<@#0IV;VX@96EN
M96T@54Y)6"U#;VUP=71E<B!Z=2!E:6YE;2!A;F1E<F5N(%5.25@M0V]M<'5T
%97(N#0H`
`
end

```

## XXencode
XXencode arbeitet genauso wie UUencode, verwendet aber ausschließlich Buchstaben und Ziffern und die beiden Sonderzeichen Plus (+) und Minus (-). Dies soll das Risiko, dass einige Zeichen in der Textdatei durch automatische Zeichensatzumwandlungen (z. B. von ASCII nach EBCDIC) während der Übertragung irreparabel beschädigt werden, minimieren.
Zusätzlich besteht bei einigen xxencode-Versionen die Möglichkeit, optional eine Liste sämtlicher verwendeter Zeichen mitzuschicken. Wenn diese Liste durch fehlerhafte Zeichensatzumwandlungen ebenfalls modifiziert wird, kann der Empfänger dies erkennen und die Datei trotzdem korrekt dekodieren, solange die Modifizierungen umkehrbar eindeutig sind.
| Wert | Zeichen |    | Wert | Zeichen |   | Wert | Zeichen |  | Wert | Zeichen |
| 0    | +       | 16 | E    | 32      | U | 48   | k       |  |      |         |
| 1    | -       | 17 | F    | 33      | V | 49   | l       |  |      |         |
| 2    | 0       | 18 | G    | 34      | W | 50   | m       |  |      |         |
| 3    | 1       | 19 | H    | 35      | X | 51   | n       |  |      |         |
| 4    | 2       | 20 | I    | 36      | Y | 52   | o       |  |      |         |
| 5    | 3       | 21 | J    | 37      | Z | 53   | p       |  |      |         |
| 6    | 4       | 22 | K    | 38      | a | 54   | q       |  |      |         |
| 7    | 5       | 23 | L    | 39      | b | 55   | r       |  |      |         |
| 8    | 6       | 24 | M    | 40      | c | 56   | s       |  |      |         |
| 9    | 7       | 25 | N    | 41      | d | 57   | t       |  |      |         |
| 10   | 8       | 26 | O    | 42      | e | 58   | u       |  |      |         |
| 11   | 9       | 27 | P    | 43      | f | 59   | v       |  |      |         |
| 12   | A       | 28 | Q    | 44      | g | 60   | w       |  |      |         |
| 13   | B       | 29 | R    | 45      | h | 61   | x       |  |      |         |
| 14   | C       | 30 | S    | 46      | i | 62   | y       |  |      |         |
| 15   | D       | 31 | T    | 47      | j | 63   | z       |  |      |         |

## Verwandte Themen
- 7plus – im Amateurfunk eingesetztes effizienteres und zudem fehlersicheres Kodierungsverfahren
- Kermit – Protokoll, das Binärzeichen ebenfalls auf ASCII-Zeichen abbildet.
- Base64 – Kodierung nach MIME, das in E-Mails verwendet wird, um Binärdateien zu übertragen.